# Saint-Cibard
Saint-Cibard é uma comuna francesa na região administrativa da Nova Aquitânia, no departamento da Gironda. Estende-se por uma área de 3,53 km². Em 2010 a comuna tinha 193 habitantes (densidade: 54,7 hab./km²).